# Ministère de l'Environnement (Tunisie)
Pour les articles homonymes, voir Ministère de l'Environnement.

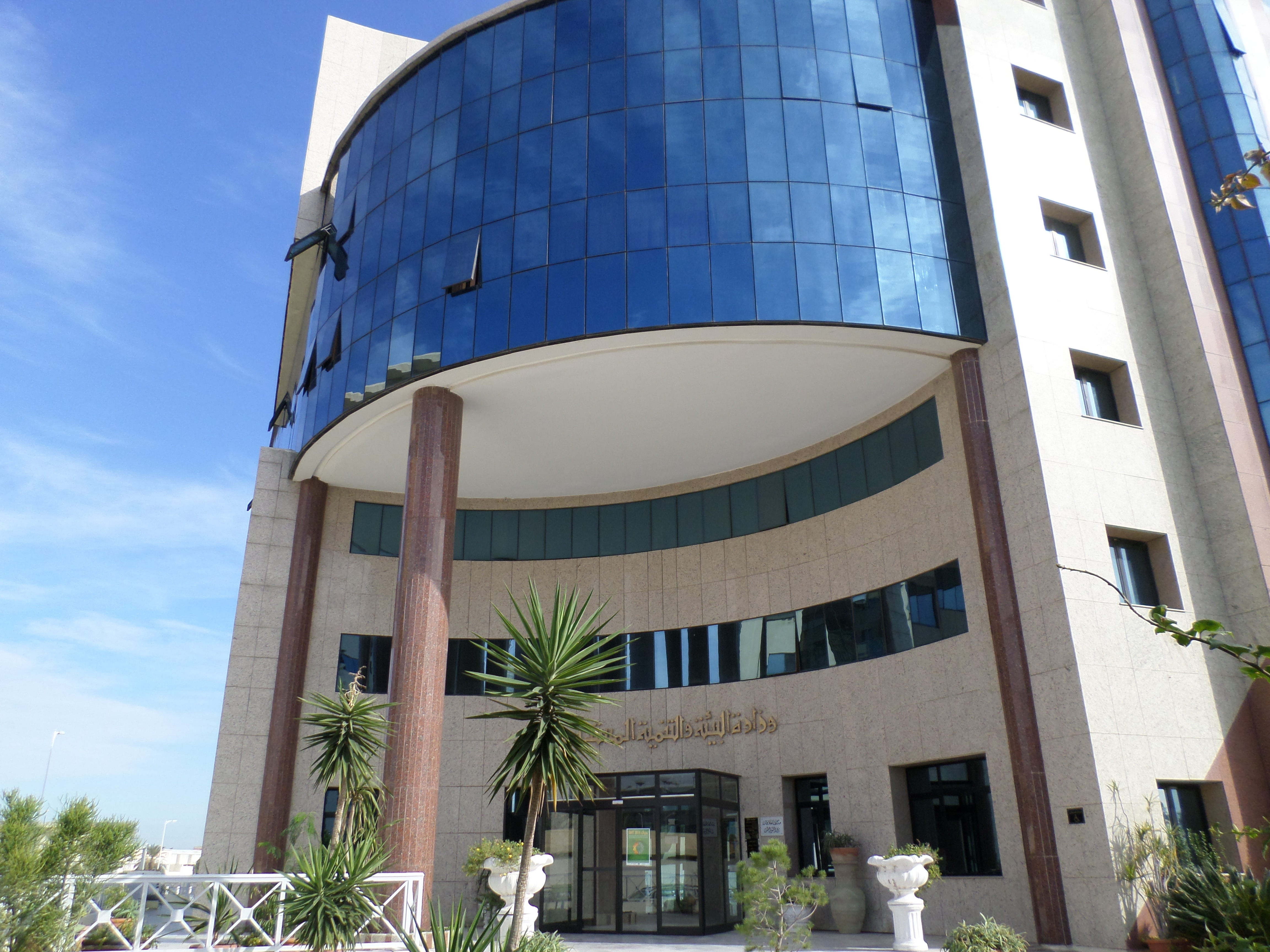
Siège du ministère.

Le ministère de l'Environnement (arabe : وزارة البيئة) est le ministère tunisien chargé de la politique environnementale de l'État.

## Établissements sous tutelle
- Office national de l'assainissement
- Agence nationale de gestion des déchets
- Agence nationale de protection de l'environnement
- Centre international des technologies de l'environnement de Tunis
- Agence de protection et d'aménagement du littoral

## Ministre
Le ministre de l'Environnement est nommé par le président de la République tunisienne sur proposition du chef du gouvernement. Il dirige le ministère et participe au Conseil des ministres.

### Historique
Le ministre en titre est Habib Abid, titulaire du portefeuille dans le gouvernement Madouri/Zaafrani, depuis le 25 août 2024.

### Liste
| Image | Nom                                                           | Parti        |  | Gouvernement                                         | Début du mandat  | Fin du mandat    |
| ----- | ------------------------------------------------------------- | ------------ |  | ---------------------------------------------------- | ---------------- | ---------------- |
|       | Salah Jebali                                                  | RCD          |  | Gouvernement Karoui                                  | 11 octobre 1991  | 9 juin 1992      |
|       | Mohamed Mehdi Mlika                                           | RCD          |  | Gouvernement Karoui                                  | 9 juin 1992      | 22 avril 1999    |
|       | Faïza Kefi                                                    | RCD          |  | Gouvernement Karoui Gouvernement Ghannouchi I        | 22 avril 1999    | 23 janvier 2001  |
|       | Mohamed Nabli                                                 | RCD          |  | Gouvernement Ghannouchi I                            | 23 janvier 2001  | 5 septembre 2002 |
|       | Habib Haddad (également chargé de l'Agriculture)              | RCD          |  | Gouvernement Ghannouchi I                            | 5 septembre 2002 | 11 novembre 2004 |
|       | Nadhir Hamada                                                 | RCD          |  | Gouvernement Ghannouchi I                            | 11 novembre 2004 | 17 janvier 2011  |
|       | Habib M'barek                                                 | RCD          |  | Gouvernement Ghannouchi II                           | 17 janvier 2011  | 27 janvier 2011  |
|       | Mokhtar Jallali                                               | Indépendant  |  | Gouvernement Ghannouchi II Gouvernement Caïd Essebsi | 27 janvier 2011  | 24 décembre 2011 |
|       | Mémia El Benna                                                | Indépendante |  | Gouvernement Jebali                                  | 24 décembre 2011 | 13 mars 2013     |
|       | Mohamed Salmane                                               | Ennahdha     |  | Gouvernement Larayedh                                | 13 mars 2013     | 29 janvier 2014  |
|       | Nejib Derouiche                                               | UPL          |  | Gouvernement Essid                                   | 6 février 2015   | 27 août 2016     |
|       | Riadh Mouakher (également chargé des Affaires locales)        | Afek Tounes  |  | Gouvernement Chahed                                  | 27 août 2016     | 14 novembre 2018 |
|       | Mokhtar Hammami (également chargé des Affaires locales)       | Indépendant  |  | Gouvernement Chahed                                  | 14 novembre 2018 | 27 février 2020  |
|       | Chokri Belhassen                                              | Tahya Tounes |  | Gouvernement Fakhfakh                                | 27 février 2020  | 2 septembre 2020 |
|       | Mustapha Aroui (également chargé des Affaires locales)        | Indépendant  |  | Gouvernement Mechichi                                | 2 septembre 2020 | 20 décembre 2020 |
|       | Kamel Doukh (intérim) (également chargé des Affaires locales) | Indépendant  |  | Gouvernement Mechichi                                | 20 décembre 2020 | 11 octobre 2021  |
|       | Leila Chikhaoui                                               | Indépendante |  | Gouvernement Bouden/Hachani/Madouri                  | 11 octobre 2021  | 25 août 2024     |
|       | Habib Abid                                                    | Indépendant  |  | Gouvernement Madouri/Zaafrani                        | 25 août 2024     | en cours         |

## Secrétaires d'État
- 2002-2003 : Habib Essid
- 2014-2015 : Mounir Majdoub
- 2016-2018 : Chokri Belhassen
- 2018-2020 : Basma Jebali